# کاتالان بالئاری
بالئاری (balear) گویشی از زبان کاتالان محسوب می‌شود که نزدیکی زیادی با گویش والنسیایی دارد. این گویش در اسپانیا و در جزایر بالئاری بویژه جزیره مایورکا به‌خوبی رایج است. حدود هفتصدوپنجاه هزار تن از سکنه این جزایر توانایی تکلم به این زبان را دارند.